# Tom Leeb
Tom Leeb, född 21 mars 1989 i Paris, är en fransk skådespelare, sångare och komiker. Han skulle ha representerat Frankrike i den inställda Eurovision Song Contest 2020 i Rotterdam med låten "The Best in Me".
Tom Leeb är son till skådespelaren Michel Leeb och bror till Fanny Leeb (sångerska och låtskrivare) och Elsa Leeb (skådespelerska).

## Filmografi
- 2009 : One Shot - Joe
- 2013 : Sous - titres
- 2013-2014 : Sous le soleil de Saint-Tropez - Tom
- 2014 : Section de recherches - David Bréand
- 2014 : L' été en Provence , - Tiago
- 2015 : Cette nouvelle génération en - Joe
- 2016 : Paroles
- 2016 : Lola et Eddie dans le - Eddie
- 2016 : Jeux de Grands - Flo
- 2016 : Joyeux anniversaire
- 2017 : L' amour jusqu'au mariage en -Gabriel
- 2017 : Vitesse fulgurante en - amerikansk turist
- 2017 : Synalek - Romain
- 2017 : Papillon. Motylek, - advokaten de Dega
- 2017 : Inattendu en - Jeremy
- 2017 : Les nouvelles aventures de Cendrillon
- 2017 : Momentum en -Ron
- 2018 : Edmond dans le - Léo Volny
- 2019 : Nina dans le - Anthony
- 2020 : Pourris gâtés
- 2021 : 8, Rue de L'Humanité » Dany Boon - Sam ( Netflix

## TV
- 2013 - 2014  : Sous le soleil de Saint-Tropez  : (säsong 1 och 2) Tom Drancourt TF1
- 2014  : Section de recherches  :  (säsong 8, episod 9 : Cyrano ) David Bréand TF1
- 2018  : Nina  : (säsong 4, episod 4 : D'abord ne pas nuire ) Anto France 2
- 2020 : Infidèle (säsong 2) Gabriel TF1
- 2021 : Plan B (säsong 1) Manu TF1

## Diskografi
| Titel         | Detaljer                                                                                       |
| ------------- | ---------------------------------------------------------------------------------------------- |
| Recollection  | - Utgiven: 20 september 2019 - Label: Cristal Groupe, Roy Music - Format: Digital download, CD |
| Silver Lining | - Utgiven: 25 september 2020 - Label: Cristal Groupe, Roy Music - Format: Digital download, CD |